# حمد امان
حمد امان (عربی: حمد راشد عبدالكريم أمان؛ زاده ۶ دسامبر ۱۹۸۹) یک بازیکن فوتبال اهل کویت است.
وی همچنین در تیم ملی فوتبال کویت بازی کرده است.